# Dokumentations- und Ausstellungszentrum der Deutschen in Polen
Das Dokumentations- und Ausstellungszentrum der Deutschen in Polen (polnisch Centrum Dokumentacyjno-Wystawiennicze Niemców w Polsce) ist eine kulturelle Einrichtung der Woiwodschaft Oppeln, deren Ziel es ist, die Geschichte und Gegenwart der Deutschen in Polen durch eine museale Präsentation und Archivierung von Dokumenten über die deutsche Minderheit zu präsentieren. Das Zentrum hat neben der musealen Funktion auch die eines historischen und kulturellen Zentrums, eines Ortes der außerschulischen Bildung und einer Begegnungsstätte.

## Geschichte
Grundlage für die Einrichtung des Dokumentations- und Ausstellungszentrums der Deutschen in Polen war die Bereitstellung der Gemeinsamen Erklärung des Deutsch-Polnischen Runden Tisches aus dem Jahr 2011 zur Unterstützung der musealen Präsentation der Geschichte der deutschen Minderheit in Polen. Die Absicht, das Dokumentations- und Ausstellungszentrum der Deutschen in Polen als Kultureinrichtung der Woiwodschaft Oppeln zu etablieren, war Bestandteil des 2018 unterzeichneten Koalitionsvertrags zwischen der Bürgerkoalition, der Deutschen Minderheit und der Polnischen Volkspartei in der Woiwodschaft Oppeln.
Dazu wurde das 2019 aus Mitteln des Verbandes der Deutschen sozial-kulturellen Gesellschaften in Polen erworbene Gebäude in der ul. Szpitalna 11 (der ehemaligen Hospitalstraße) in Oppeln adaptiert. Die Renovierung und der Wiederaufbau des Gebäudes im Folgejahr wurden vom Bundesministerium des Innern, für Bau und Heimat gemäß dem Beschluss des Haushaltsausschusses über zusätzliche Mittel zur Kulturförderung nach dem Bundesvertriebenen- und Flüchtlingsgesetz finanziert. Damals konnten die eigentlichen Arbeiten zur Gründung des Zentrums in Oppeln beginnen.

Die Absichtserklärung zur Gründung der Einrichtung wurde am 23. Juni 2020 zwischen der Woiwodschaft Oppeln, vertreten durch Andrzej Buła, Marschall der Woiwodschaft Oppeln, und Zbigniew Kubalańca, stellvertretenden Marschall der Woiwodschaft Oppeln, sowie dem Verband der deutschen sozial-kulturellen Gesellschaften in Polen, vertreten durch Bernard Gaida, damaligen Vorsitzenden und Rafał Bartek, dem damaligen stellvertretenden Vorsitzenden des Verbandsvorstands:
Um das Potenzial und die Vorteile einer geförderten, bewahrten und stets entwickelten Multikulturalität anzuerkennen, bei gleichzeitiger Förderung jeglicher Aktivitäten zur Unterstützung der Minderheit, bekennen die Unterzeichner dieses Schreibens, dass sie einer Zusammenarbeit für die erfolgreiche Errichtung und Führung eines „Dokumentations- und Ausstellungszentrums der Deutschen in Polen“ in Oppeln aufnehmen.
Am 22. Dezember 2020 verabschiedete die Oppelner Regionalversammlung eine Resolution zur Änderung des Statuts der Emanuel-Smołka-Woiwodschaftsbibliothek in Oppeln, wodurch das Zentrum zu einer der Zweigstellen der Bibliothek wurde.

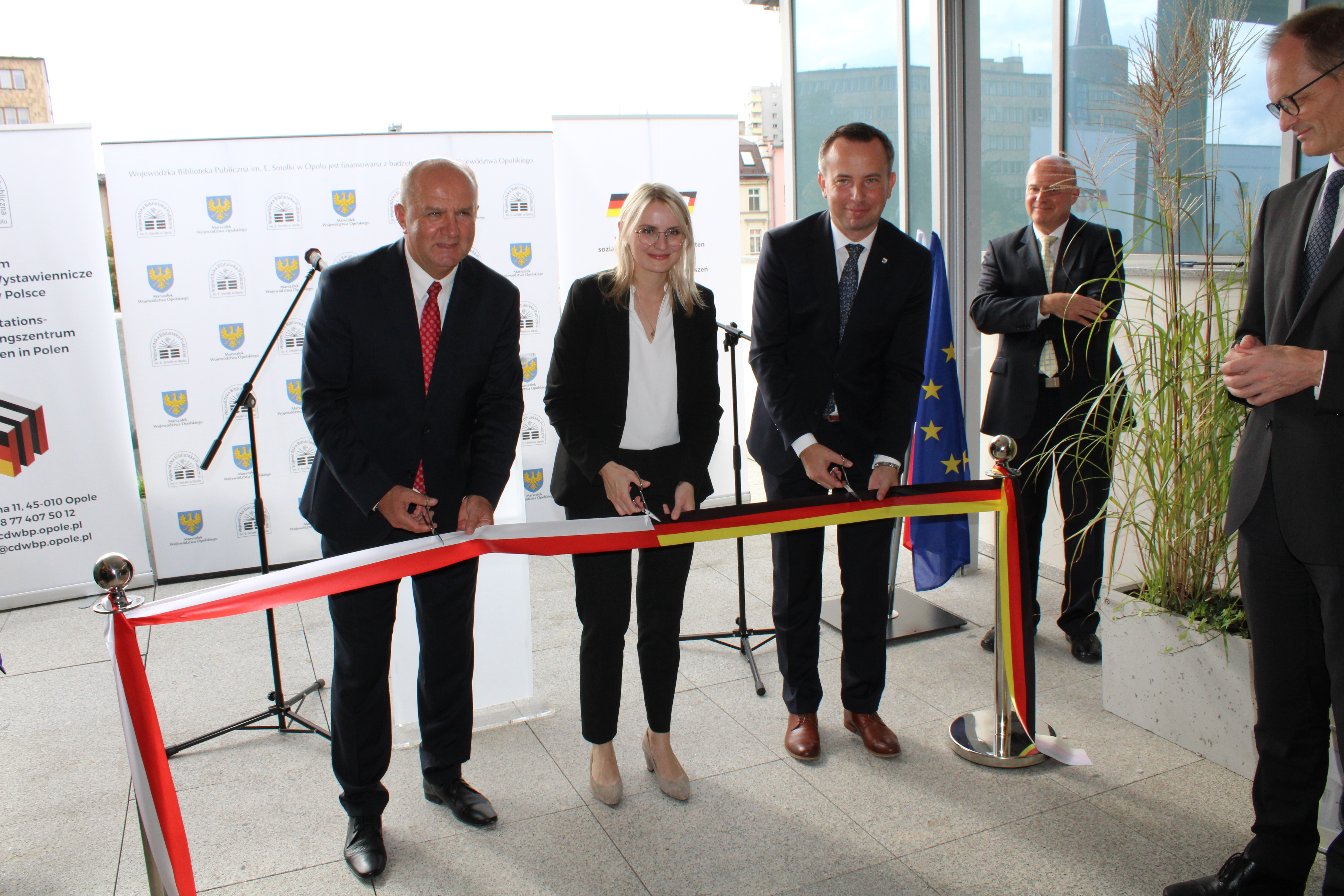
Feierliche Eröffnung des Dokumentations- und Ausstellungszentrums der Deutschen in Polen, 11. September 2022

Am 13. Mai 2021 haben Tadeusz Chrobak, Vertreter der Emanuel-Smołka-Woiwodschaftsbibliothek in Oppeln, sowie Bernard Gaida und Rafał Bartek, in Anwesenheit von Andrzej Buła eine Vereinbarung über die gemeinsame Gründung und den Betrieb des Dokumentations- und Ausstellungszentrums der Deutschen in Polen mit Sitz in Oppeln unterzeichnet. Damit wurden die in der ein Jahr zuvor zwischen der Woiwodschaft Oppeln und dem Verband der deutschen sozial-kulturellen Gesellschaften in Polen unterzeichneten Absichtserklärung sowie die im Beschluss der Versammlung der Woiwodschaft Oppeln enthaltenen Annahmen über die Erweiterung der Aufgaben der Woiwodschaftsbibliothek als Informationszentrum, Dokumentations- und Ausstellungszentrum der Deutschen in Polen erfüllt.
Am 11. September 2022 wurde in der Anwesenheit von Andrzej Buła, Rafał Bartek, Natalie Pawlik, Bevollmächtigten der Bundesregierung für Aussiedlerfragen und nationale Minderheiten, Thomas Bagger, Botschafter der Republik Deutschland in Polen, das Dokumentations- und Ausstellungszentrum der Deutschen in Polen offiziell eröffnet. Für die Öffentlichkeit ist das Zentrum ab November 2022 zugänglich.

## Ziele
Das Dokumentations- und Ausstellungszentrum der Deutschen in Polen soll die museale Präsentation und Archivierung von Dokumenten zur deutschen Minderheit in Polen unterstützen. Darüber hinaus dient das Dokumentations- und Ausstellungszentrum als Museum, historisches und kulturelles Zentrum, Ort der außerschulischen Bildung und Begegnungsstätte.

## Dokumentation und Sammlungen
Die Räumlichkeiten des Gebäudes in der ul. Szpitalna 11 in Oppeln ermöglichen sowohl die Präsentation von Dauerausstellungen und Sonderausstellungen als auch die Organisation von Treffen, Seminaren und Workshops. Das Zentrum dokumentiert die aktuellen Aktivitäten der deutschen Minderheit, indem es Minderheitenpresse, Artikel über die deutsche Minderheit, Akten, Dokumente, Fotografien und Aufzeichnungen über Ressourcen in anderen Institutionen sammelt.

## Ausstellung
Das moderne Ausstellungskonzept bietet den Besuchern eine spannende Zeitreise durch die Geschichte und Gegenwart der Deutschen in Polen. Die Ausstellung ist eine Kombination aus Szenografie und Multimedia mit authentischen Elementen, ergänzt durch Repliken und Reproduktionen. Animierte Szenografien, Audio- und Videoaufnahmen sowie Projektionen führen die Besucher in die historische Kulisse ein, berühren alle Sinne und bieten eine unvergessliche Begegnung mit der Geschichte und dem Alltag der deutschen Gemeinschaft in Polen. Die an die Bedürfnisse von Personen mit eingeschränkter Mobilität angepasste Ausstellung ist in einer zweisprachigen Version – Polnisch und Deutsch – verfügbar.
Die Dauerausstellung wurde in sechs Themenbereiche aufgeteilt:
1. vom Mittelalter bis 1918
2. in der Zwischenkriegszeit
3. Zweiter Weltkrieg
4. im Zeichen des Kriegsendes
5. von 1945 bis zu den Durchbruchsjahren
6. die Deutschen heute in Polen

Neben der Dauerausstellung organisiert das Zentrum Sonderausstellungen zur Geschichte, Kunst und Literatur sowie zu den Persönlichkeiten sozialer und ethnischer Minderheiten in Polen und Europa.

## Bildung und Kultur
Aufbauend auf der Dauerausstellung und Sonderausstellungen wird ein Bildungs- und Kulturangebot entwickelt, das sich an Kindergärten, Schulen, Studenten und Familien richtet.